# 刘知俊
刘知俊（9世纪—918年1月21日），字希贤，外号刘开道，在后梁太祖朱全忠为晚唐大军阀乃至后梁皇帝时为其部将。后来他担心太祖对他不利，叛变，先投岐国，再投前蜀。前蜀高祖皇帝王建却忌其才能，后将其诛杀。

## 唐朝年间
刘知俊生年不详，徐州沛县人。姿貌雄杰、倜傥，有大志。起初效力感化军节度使时溥，为列校，很受时溥器重，后来却因有勇略遭时溥所忌。大顺二年（891年）十一月，刘知俊率众二千投降正长期对时溥作战的宣武军节度使朱全忠。从此感化军不振，再不能与宣武军对抗。朱全忠署刘知俊为军校。刘知俊披甲上马，轮剑入敌，勇冠诸将。朱全忠命他统领左右义胜两军，不久又用为左开道指挥使，于是得号“刘开道”。刘知俊攻打感化军有功。感化军军部徐州于景福二年（893年）四月被朱全忠军攻陷，时溥自焚。刘知俊得补徐州马步军都指挥使。乾宁二年（895年），刘知俊储谷于石砀，准备南袭宁国军节度使杨行密，杨行密所授温州刺史张训屯涟水，遣兵浮海掩袭刘知俊得其草料。刘知俊战不胜，攻涟水，大败，仅以身免。后攻克海州，被奏授海州刺史。光化三年（900年）七月，因朱全忠所奏，刘知俊以宣武军押衙为检校右仆射。天复初年，历任怀州、郑州刺史。
天复元年（901年），以神策军左中尉韩全诲为首的当权宦官害怕在位的唐昭宗和宰相崔胤要屠戮他们，将昭宗从长安劫持到盟友李茂贞治下的凤翔。崔胤召朱全忠，朱全忠包围凤翔军部凤翔府。但是围城陷入僵持，朱全忠长期不能攻克凤翔。二年（902年）九月，朱全忠因长期下雨且士卒多病，想解围撤到河中，在刘知俊和亲从指挥使高季昌劝说下才继续围城。后在高季昌建议下，朱全忠派骑士马景投降李茂贞，诈称宣武军正在撤退。李茂贞出凤翔意图袭击朱全忠“正在撤退”的军队，中伏，遭大损才逃得性命。最终他于三年（903年）正月屠戮宦官，将皇帝交给朱全忠以求和。
刘知俊参与平定青州有功。天祐元年（904年）正月，朱全忠怀疑崔胤反对自己，杀之，进而迫昭宗从长安迁都洛阳。后又任韩建为佑国军节度使，刘知俊为匡国军节度使，预防李茂贞和其养子静难军节度使李继徽进攻。三年（906年），李继徽与凤翔和李茂贞治下的其余三镇保塞、彰义、保大的五六万军队屯美原，列十五寨，一起攻打定难军，定难军求救于朱全忠。朱全忠命刘知俊和都将康怀贞赴援，以曹州刺史张归霸副于刘知俊。刘知俊先攻保大，九月，陷其治下坊州，擒刺史刘彦晖，再以五千军败李继徽六万军于美原，斩获二万，获马三千匹，执其偏裨百人，迫其仅以身免，撤回静难军部邠州。随后刘知俊、康怀贞又攻陷保大军部鄜州、保塞军部延州等五州。李茂贞军大挫，从此不振。刘知俊被加检校太傅和宰相荣衔同中书门下平章事，康怀贞被任为保大节度使。

## 作为后梁将领
四年（907年），朱全忠迫使唐哀帝禅位，灭唐朝，建立新朝后梁，为太祖皇帝。一些地方军阀拒绝承认他为皇帝，其辖下领地实质成为独立政权。其中包括李茂贞，因封号岐王，政权称岐国；河东节度使李克用，因封号晋王，政权称晋国；淮南节度使杨渥，封号弘农郡王，但因其父和前任杨行密封号吴王，政权又称吴国；王建，封号蜀王，不久自行称帝，政权称前蜀。
后梁太祖攻打晋国治下由李克用养侄李嗣昭管治的昭义军，包围军部潞州，李克用病重，起初无力派出援军。不久李克用卒，子李存勖继位。开平二年（908年）三月，因潞州行营都统亳州刺史李思安不能攻克潞州，太祖亲临前线督围，从匡国军（不久与军部在许州的忠武军互换了名号）召刘知俊率军前往泽州参战，以为潞州行营招讨使，宴扈驾群臣并慰劳刘知俊，赐以金带、战袍、宝剑、茶药。刘知俊认为前线不是车驾久驻之所，上表请太祖回京。太祖准奏。刘知俊率精兵万余人攻击晋军，斩获甚多，上表请求留下攻城，但太祖皇帝担心岐国攻打忠武军，命刘知俊退屯晋州，等五月再归镇。不久，李存勖与蕃汉都指挥使周德威发起奇袭，败围攻潞州的后梁军队，周德威试图乘胜再攻取泽州。后梁龙虎统军牛存节予以抵抗，刘知俊也从晋州率兵相救，周德威焚烧攻城器械而退。
前蜀和岐国联军五万攻长安，晋监军张承业也率军参战。六月，刘知俊被任为西路行营都招讨使，与取代韩建的佑国军节度使王重师大破岐军于幕谷，俘斩千计，收其器甲，李茂贞仅以身免。王重师、刘知俊又在长安西打败王建将康晏所率步骑二万，蜀、晋军随后撤退，蜀军于是不振。之前刘知俊和康怀贞曾占领的延州当时又被岐国收复，九月，岐国保塞军节度使胡敬璋攻打上平关，被刘知俊击破。
年底，胡敬璋卒，将领刘万子代任。刘万子暴虐不得人心，且图谋通梁，李继徽于是于开平三年（909年）二月派延州牙将李延实（又名许从实）在胡敬璋葬礼上杀刘万子，接手保塞。刘万子的部下马军都指挥使高万兴与其弟高万金等三十八人因而投降刘知俊。刘知俊会同高万兴，三月攻下丹州，四月亲攻延州，派白水镇使刘儒分兵围坊州，李延实被擒投降，岐国任命的保大节度使李彦博、坊州刺史李彦昱都弃城奔凤翔。于是太祖以高万兴为保塞节度使，绛州刺史牛存节为保大节度使。
刘知俊虽然很受太祖喜欢，被加检校太尉、兼侍中，封大彭郡王（一作彭城王），但因太祖对其他将领日益猜忌残忍，不安害怕。他在筑营墙时掘得一物，重八十余斤，状如油囊，召宾幕将校问之，判官刘源说：“这是冤气所结，古来囹圄之地或有。以前王世充据洛阳，修河南府狱，也获此物。我刘源听闻酒能忘忧，以美酒祭奠，或可消释。但此物出现，也不是吉兆。”刘知俊命备酒馔祭奠祷告，重新掩埋之。太祖以左龙虎统军刘捍代王重师为佑国军留后，刘捍诬告王重师私通静难、岐国，太祖赐王重师自尽并灭其族，这使得刘知俊越发警惕。太祖命刘知俊乘胜攻取静难军，刘知俊认为这难以做到，以缺粮为由推辞，太祖命他归镇。太祖幸河中，想伐晋，派宣徽使王殷急召刘知俊入朝，欲以为河东西面行营都统，且因刘知俊之前攻占丹州、延州之功，厚给赏赐。刘知俊警惕了，其弟内直右保胜指挥使刘知浣跟随太祖于洛阳，秘密派人告诉刘知俊说太祖要杀刘知俊。不久刘知浣又请求率弟弟和侄子们前去迎接刘知俊，太祖同意了。六月，钦天监仇殷路过崇政院，值班的宰相敬翔问他天象，仇殷预言会有坏消息。两天后，传来消息，刘知俊以忠武军投降岐国，将监军和不从命的将佐抓起来解送岐国，观察判官卢匪躬为乱兵所杀；又派兵袭华州，逐刺史蔡敬思，以兵守潼关；秘密派人以重利贿赂长安诸将，奇袭长安，抓住刘捍，刘捍被送到岐国处死；又派使者求援于岐、晋，还写信给李存勖：“不出十天，就可以取两京，恢复唐朝的社稷。”晋王李存勖亲自率军出兵，派周德威攻晋州。尽管遭到刘知俊的反叛，太祖起初还想和他联络，派近臣谕称之前对刘知俊的厚待。刘知俊回答自己感恩，但怕遭到王重师的命运。太祖又派使者称刘知俊杀刘捍是正确的，也痛悔王重师之死，但刘知俊不再回复，于是太祖下诏削刘知俊官爵，以山南东道节度使杨师厚为西路行营招讨使，率副招讨使保义军节度使康怀贞、左龙武统军刘鄩、保大军留后牛存节、左羽林统军张归厚、同州东面行营招讨使护国军节度使冀王朱友谦、右羽林统军胡规等攻打刘知俊，并下令活捉刘知俊者，赏钱一万贯文，授忠武军节度使，并赐庄宅各一所；活捉刘知浣者，赏钱一千贯文，除刺史，有官者超转三阶，无官者特授兵部尚书；活捉刘知俊骨肉及近上都将并枭送阙廷者，赏赐有差。刘鄩很快攻破潼关。刘知浣一行因迷路，刚从潼关入关，刘知浣被俘。太祖又派刘知俊的侄子刘嗣业持诏去同州招谕刘知俊，刘知俊想轻骑去行在谢罪，被弟弟刘知偃阻止。刘知俊部将聂赏以华州投降杨师厚。同州水咸而没有水井，刘知俊口渴，因而弃同州，举族奔凤翔。因刘知俊所引据长安的岐军也被杨师厚逼降。杨师厚又败周德威。李茂贞厚待刘知俊，加检校太尉，授高级宰相头衔中书令，但因领地狭小，无以划藩镇以刘知俊为节度使，只能厚给俸禄。闰八月，后梁太祖又下诏称追随刘知俊者多系胁从，如重返，当加恩而不怪罪。
后来庄宗亦试图以王重师、刘知俊之事说降梁将王檀。

## 作为岐国将领
七月，李茂贞想取朔方以安置刘知俊。他和李继徽、刘知俊各自遣使与晋相约，由晋军攻打晋州、绛州分散后梁注意力，然后派刘知俊攻朔方、定难军，兼取关中三辅。八月，晋、岐出兵。但周德威率领的晋军攻打晋州时被守军击退，杨师厚到晋州救援时，周德威撤军。十一月，刘知俊亲自率静难、凤翔、天雄、彰义四军数万攻灵州，朔方节度使韩逊求救于后梁。太祖派康怀贞和感化军节度使寇彦卿攻打静难以迫使刘知俊撤军。康、寇很快攻占宁州、衍州、庆州。十二月，刘知俊闻讯很快解灵州围，回师迎战。太祖也命康、寇撤退，也派军去三原青谷为援。康、寇率数万军到三水，刘知俊已与李茂贞养孙李彦琦合谋，遣兵据险于长城岭以待，因康怀贞所部左龙骧军使王彦章力战，康怀贞等才得以通过。康怀贞与裨将李德遇、许从实、王审权分兵，但都没能和援军会师。他们到升平，刘知俊伏兵山口，康怀贞大败，仅以身免，李德遇等的军队则覆没，许从实被杀。李茂贞因而任刘知俊为彰义军节度使。
天复十年（910年）七月，李茂贞、李继徽、刘知俊遣使告晋，请合兵攻定难节度使李仁福，晋王遣时任振武节度使周德威率兵会之，泾原节度使李继鸾也出兵，合五万众，围夏州。李仁福兵力俱乏，向梁求援，梁太祖以宣化军留后李思安为东北面行营都指挥使，镇国军节度使杨师厚为西路行营招讨使相救。当时梁供奉官张汉玫因宣谕、国礼使杜廷隐因赐币都正在前往夏州，到石堡寨，闻讯，以防卒三百人驰入，与指挥使张初、李君用率州民防卒与李仁福共守。刘知俊虽然在宁州三败梁军，但被岐国人构陷而退军，当夹马指挥使李遇、刘绾分别率鄜州、延州援军到后，晋岐联军败，分路逃遁，夏州围解。九月，梁太祖复下诏，生擒刘知俊者，赏钱千万，授节度使，首级次之。
十一年（911年）正月，王建召回已嫁给李茂贞从子天雄军节度使李继崇的女儿普慈公主并留下，岐国与前蜀因而绝交。前蜀军最初在交战中取胜，但八月，刘知俊和李继崇就在青泥岭迎战并击败前蜀山南节度使招讨使唐道袭和王建养子兼中书令北路行营都统王宗侃、太子少师招讨使王宗贺、左金吾大将军王宗绍，迫使唐道袭奔兴元府，王宗侃、王宗贺等收散兵奔安远军，前蜀马步使王宗浩奔兴州途中在江中溺死。刘知俊、李继崇追击，刘知俊攻取兴州、凤州，围兴元和安远军军部西县。前蜀众将想放弃兴元，因唐道袭强烈反对而未遂。王建派从子御营使昌王王宗鐬为应援招讨使，养子定戎团练使王宗播为四招讨马步都指挥使，往救兴元、安远，十月本人也亲自从成都出发赴援，命开道都指挥使王宗弼率军救安远，在斜谷打败刘知俊。王建亲临，蜀军士气大振，岐军在遭到几次失败后，只得撤退。因李茂贞左右石简颙诬陷，李茂贞夺刘知俊军权，但李继崇说刘知俊是壮士，不应被怀疑，于是李茂贞杀了石简颙以安抚刘知俊。李继崇召刘知俊族人迁到天雄军军部秦州。
十四年（914年）十二月，李继徽被儿子李彦鲁毒杀，李彦鲁自称留后。十五年（915年）四月，李继徽养子李保衡（《十国春秋》作李彦康）杀李彦鲁，以静难军降后梁。后梁皇帝朱瑱任河阳留后霍彦威为静难军节度使。李茂贞闻讯，五月，派刘知俊围攻邠州，但霍彦威与诸军都指挥使黄贵坚守，刘知俊不能克。霍彦威每次抓到刘知俊的士兵都放还，刘知俊感激，不再攻之。李昊当时在新平寓居，越城而出，被刘知俊的候骑所得，刘知俊和他说话，很器重他，置于门下，把女儿嫁给他。十一月，蜀军攻天雄军，迫使李继崇投降。蜀军攻占天雄军，将刘知俊家人带回成都。梁救军也到，刘知俊闻讯亦解邠州之围回凤翔，因家人都在蜀，害怕遭到猜忌，而李茂贞左右又因嫉妒刘知俊之功而离间，刘知俊遂乘夜率七十亲兵（《旧五代史》作亲信百余人）斩关而出奔蜀。
据《鉴戒录》载，与李继崇一同降蜀的有“无敌王”刘知俊及郭守迁、郭守存、李彦德、聂璝、孙礼、陈彦词、毛昌业、邵云等战将五十余员、马三千余匹、兵士九千、户六万。

## 作为前蜀将领
王建起初很欢迎刘知俊，授武信军节度使，代陈绚。冯见鬼对陈绚说：“府主虽号元戎，前无旗节，殆不久乎？别担忧。”刘知俊署李昊为从事。
通正元年（916年）八月，王建以王宗播为西北面都招讨，刘知俊、天雄军节度使王宗俦、匡国军使唐文裔为第一、第二、第三招讨，与王宗绍等率兵十二万出秦州伐岐。刘知俊攻取秦、凤、阶、成四州。十月，围凤翔。正逢大雪，王建召诸军班师。
蜀改国号汉。天汉元年（917年）七月，王建又以刘知俊为西北面都招讨，显然意在伐岐。但刘知俊部将都是王建旧部，不服刘知俊，因而刘知俊无功。王建近臣飞龙使唐文扆数次诋毁刘知俊。又有嫉妒刘知俊名声者作谣言：“黑牛出圈棕绳断。”（一作“黑牛无系绊，棕绳一时断。”）因刘知俊肤色黑，生于牛年，而王建的儿子（亲子和养子）和孙子都分别以“宗”（谐音“棕”）“承”（谐音“绳”）为辈分字命名。王建也忌刘知俊之才，秘密对亲近者说：“我老了，将要死了，刘知俊不是你们所能驾驭的，不如早图之。”蜀人也都不喜欢他。十二月，王建收捕刘知俊，称其谋叛；刘知俊与判官石钦若一同被斩于炭市。临死时，惶恐乞命，行刑者嗟笑他。刘知俊伏诛距冯见鬼的预言还不到一年。光禄大夫尚书户部侍郎上柱国杜光庭上表称贺。次年，王建染病，闭上眼就看到刘知俊在眼前，蜀人都害怕。于是王建粉碎刘知俊的骨头，投入蜀江。当时也有童谣“豸留（食竹鼠，谐音“刘”）豸留引黑牛，天差不自由。但看戊寅岁，扬在蜀江头。”至此得到应验。
刘知俊出征凤翔时，都让李昊代理本镇事务，刘知俊伏诛，李昊也受到牵连被罢官。但王建之子王衍继位后，王建女儿峨眉长公主嫁给了刘知俊的儿子刘嗣禋，可见刘知俊的族人显然没有受到牵连。
后来李昊效力后蜀后主孟昶，孟昶要给李昊二子授官，李昊坚决辞让，请求为原先同效力于刘知俊的判官石钦若、苏涯等的儿子授官职，后主嘉叹准许了，且仍授李昊二子官职。